# Злодії в законі (фільм)
«Злодії в законі» (рос. «Воры в законе») — радянський художній фільм 1988 року, кримінальна драма режисера  Юрія Кари за мотивами творів  Фазіля Іскандера.

## Сюжет
Дія відбувається в Абхазії на початку 1980-х років. Рита, дочка селянина з далекого кавказького села, втекла з дому і прибилася до злочинного угруповання, що контролює невелике приморське містечко. Вона стає коханкою голови місцевої мафії Артура. Всі місцеві підпільні підприємці та органи радянської влади знаходяться під його контролем. Незабаром наступають важкі дні, діяльність банди потрапляє під розробку КДБ. Артуру доводиться розлучитися з Ритою. В цей час в містечко приїжджає молодий археолог Андрій, який закохується в Риту. Вони одружуються, але щасливому життю молодих не судилося скластися.

## У ролях
- Валентин Гафт — Артур
- Анна Самохіна — Рита
- Борис Щербаков — Андрій
- Володимир Стєклов — Володя Петров
- Арніс Ліцитіс — слідчий, старший лейтенант
- Нурбей Камкіа — батько Рити
- Зіновій Гердт — адвокат
- Гіві Лежава — Рамзес
- Амаяк Акопян — «лялькар»
- Станіслав Коренєв — прокурор
- Костянтин Кіщук — Гарік
- Сергій Максачов — переслідувач
- Сергій Нікулін — директор бару
- Сергій Сілкин — водій Артура
- Каха Дзадзамія — таксист, перший чоловік Рити
- Наталія Казначеєва — дружина лейтенанта
- Володимир Новиков — гість Артура  (немає в титрах)

## Знімальна група
- Автор сценарію:  Юрій Кара
- Режисер: Юрій Кара
- Оператор: Вадим Семенових
- Художник: Анатолій Кочуров
- У фільмі використано музику з  «Кармен-сюїти»  Жоржа Бізе —  Родіона Щедріна. Диригент — Володимир Співаков. Також звучать три пісні рок-групи «Машина часу»: «Кафе Ліра», «Три вікна», «Наш дім».